# دخانتسکیرشن
دخانتسکیرشن (به آلمانی: Dechantskirchen) یک منطقهٔ مسکونی در اتریش است که در هارتبرگ فورستنفلد واقع شده‌است. دخانتسکیرشن ۲۳٫۹۵ کیلومتر مربع مساحت دارد ۵۳۱ متر بالاتر از سطح دریا واقع شده‌است.